# Кубок Европы по спортивной ходьбе 2000
Кубок Европы по спортивной ходьбе 2000 года прошёл 17—18 июня в городе Айзенхюттенштадт (Германия). Сильнейших выявляли взрослые спортсмены и юниоры до 20 лет (1981 года рождения и моложе). Были разыграны 10 комплектов медалей (по 5 в личном и командном зачёте).
На старт вышли 278 ходоков из 26 стран Европы (134 мужчины, 65 женщин, 41 юниор и 38 юниорок).
Юниорские заходы впервые были включены в программу Кубка Европы. Женщины дебютировали на дистанции 20 километров (два предыдущих турнира они преодолевали 10 километров).
Каждая команда могла выставить до четырёх спортсменов в каждый из взрослых заходов и до трёх в юниорских соревнованиях. Лучшие в командном зачёте определялись по сумме мест трёх лучших спортсменов среди взрослых и двух лучших — среди юниоров.

## Расписание
| Дата         | Заход         |
| ------------ | ------------- |
| 17 июня 2000 | 20 км мужчины |
| 17 июня 2000 | 10 км юниоры  |
| 17 июня 2000 | 20 км женщины |
| 18 июня 2000 | 50 км мужчины |
| 18 июня 2000 | 10 км юниорки |

## Медалисты
Курсивом выделены участники, чей результат не пошёл в зачёт команды

### Мужчины и юниоры
| Дисциплина             | Золото                                                                                          | Золото   | Серебро                                                                                   | Серебро  | Бронза                                                                   | Бронза   |
| ---------------------- | ----------------------------------------------------------------------------------------------- | -------- | ----------------------------------------------------------------------------------------- | -------- | ------------------------------------------------------------------------ | -------- |
| 20 км                  | Роберт Корженёвский Польша                                                                      | 1:18.29  | Андреас Эрм Германия                                                                      | 1:18.42  | Франсиско Хавьер Фернандес Испания                                       | 1:18.56  |
| 20 км (команды)        | Испания · Франсиско Хавьер Фернандес · Давид Маркес · Хосе Давид Домингес · Хуан Мануэль Молина | 32 очка  | Польша · Роберт Корженёвский · Томаш Липец · Гжегож Судол                                 | 35 очков | Германия · Андреас Эрм · Роберт Или · Нихан Даймер                       | 43 очка  |
| 50 км                  | Хесус Анхель Гарсия Испания                                                                     | 3:42.51  | Евгений Шмалюк Россия                                                                     | 3:44.43  | Дени Ланглуа Франция                                                     | 3:47.38  |
| 50 км (команды)        | Франция · Дени Ланглуа · Рене Пийер · Сильвиан Кодрон · Давид Буланже                           | 12 очков | Испания · Хесус Анхель Гарсия · Марио Авельянеда · Сантьяго Перес · Хосе Мануэль Родригес | 15 очков | Германия · Денис Траутман · Майк Траутман · Томас Вальштаб · Аксель Ноак | 30 очков |
| Юниоры 10 км           | Александр Кузьмин Белоруссия                                                                    | 41.16    | Ян Альбрехт Германия                                                                      | 41.17    | Андре Кацински Германия                                                  | 41.59    |
| Юниоры 10 км (команды) | Германия · Ян Альбрехт · Андре Кацински · Франк Вернер                                          | 5 очков  | Беларусь · Александр Кузьмин · Сергей Остапук · Андрей Талашко                            | 5 очков  | Италия · Патрик Эннемозер · Пауль Гассебнер · Ивано Медальи              | 15 очков |

### Женщины и юниорки
| Дисциплина              | Золото                                                                             | Золото   | Серебро                                                      | Серебро  | Бронза                                                                        | Бронза   |
| ----------------------- | ---------------------------------------------------------------------------------- | -------- | ------------------------------------------------------------ | -------- | ----------------------------------------------------------------------------- | -------- |
| 20 км                   | Олимпиада Иванова Россия                                                           | 1:26.48  | Элизабетта Перроне Италия                                    | 1:27.42  | Хьерсти Плетцер Норвегия                                                      | 1:27.53  |
| 20 км (команды)         | Италия · Элизабетта Перроне · Эрика Альфриди · Аннарита Сидоти · Кристиана Пеллино | 11 очков | Румыния · Норика Кымпян · Ана Мария Гроза · Даниэла Кырлан   | 29 очков | Украина · Валентина Савчук · Вера Зозуля · Людмила Егорова · Татьяна Рагозина | 38 очков |
| Юниорки 10 км           | Татьяна Козлова Россия                                                             | 45.28    | Марина Тихонова Белоруссия                                   | 45.33    | Алёна Зенкова Россия                                                          | 45.35    |
| Юниорки 10 км (команды) | Россия · Татьяна Козлова · Алёна Зенкова · Татьяна Доценко                         | 4 очка   | Беларусь · Марина Тихонова · Снежана Юрченко · Татьяна Зуева | 11 очков | Германия · Сабине Циммер · Штефани Панциг · Беатрис Клабун                    | 18 очков |